# Identiteit (wiskunde)
In de wiskunde heeft de identiteit een aantal belangrijke betekenissen:
- Een identiteit is een gelijkheid. Hoewel gelijkheid meer wordt gebruikt, zijn beide synoniem.
- In de algebra kan een verzameling {\displaystyle S} voorzien van een commutatieve bewerking ' · ' op twee elementen uit {\displaystyle S} een identiteitselement of eenheidselement {\displaystyle e} hebben. Alle elementen {\displaystyle x} uit {\displaystyle S}, blijven, vermenigvuldigd met het element {\displaystyle e}, gelijk aan zichzelf. Dus voor alle {\displaystyle x} geldt: {\displaystyle e\cdot x=x\cdot e=x}.

De identiteit wordt in het geval dat het bij de bewerking om optellen gaat de additieve identiteit genoemd. Daar wordt in het algemeen het getal 0 voor genomen. {\displaystyle e} voor de bewerking in {\displaystyle S} en de additieve identiteit voor optellen worden het neutrale element voor hun corresponderende bewerking genoemd.
- Een identieke afbeelding of identieke functie {\displaystyle I} is een functie van een verzameling {\displaystyle S} naar {\displaystyle S} zodat voor alle {\displaystyle x} in {\displaystyle S} geldt dat {\displaystyle I(x)=x}.
- In de lineaire algebra wordt een vierkante eenheidsmatrix ook identiteitsmatrix genoemd. Een eenheidsmatrix is een matrix, waarvan de hoofddiagonaal (↘) uitsluitend uit enen bestaat en alle elementen die niet op de hoofddiagonaal (↘) liggen nul zijn. De eenheidsmatrix geeft bij matrixvermenigvuldiging de identieke afbeelding weer.

## Voorbeelden
- De identiteit van Euler is de bekendste uit de wiskunde en luidt als volgt:

{\displaystyle e^{i\pi }+1=0}
De waarde van linker lid en rechter lid in een gelijkheid zijn steeds aan elkaar gelijk, ook al worden er verschillende waarden voor de variabelen in de gelijkheid ingevoerd. In de identiteit van Euler komen geen variabelen voor.
- Een bekend voorbeeld is de goniometrische identiteit:

{\displaystyle \sin ^{2}\alpha +\cos ^{2}\alpha \equiv 1}
Voor om het even welke waarde van α wordt de waarde van het linker lid gelijk aan 1.
- De stelling van Pythagoras is een identiteit, onder de voorwaarde dat {\displaystyle a} en {\displaystyle b} de lengten zijn van de rechthoekzijden van een willekeurig gekozen rechthoekige driehoek en {\displaystyle c} de lengte is van de hypotenusa.

{\displaystyle a^{2}+b^{2}=c^{2}}